# Estación de Río de Mouro
La Estación Ferroviaria de Río de Mouro es una estación de la línea de Sintra de la red de convoyes suburbanos de Lisboa.
- Datos: Q4120791
- Multimedia: Rio de Mouro train station / Q4120791